# Schefflera bojeri
Schefflera bojeri är en araliaväxtart som först beskrevs av Berthold Carl Seemann, och fick sitt nu gällande namn av René Viguier. Schefflera bojeri ingår i släktet Schefflera och familjen araliaväxter.
Artens utbredningsområde är Madagaskar. Inga underarter finns listade.